# Antoniflut

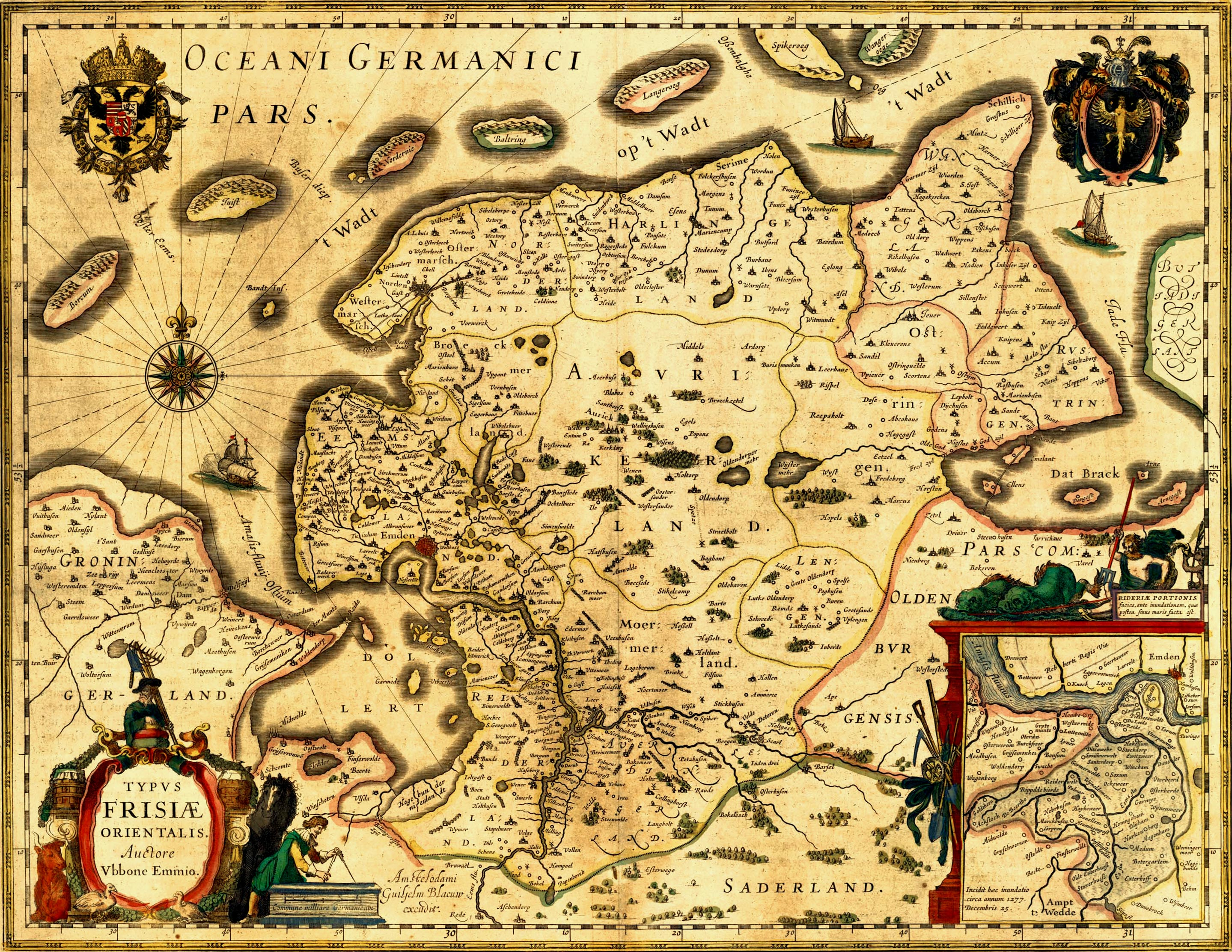

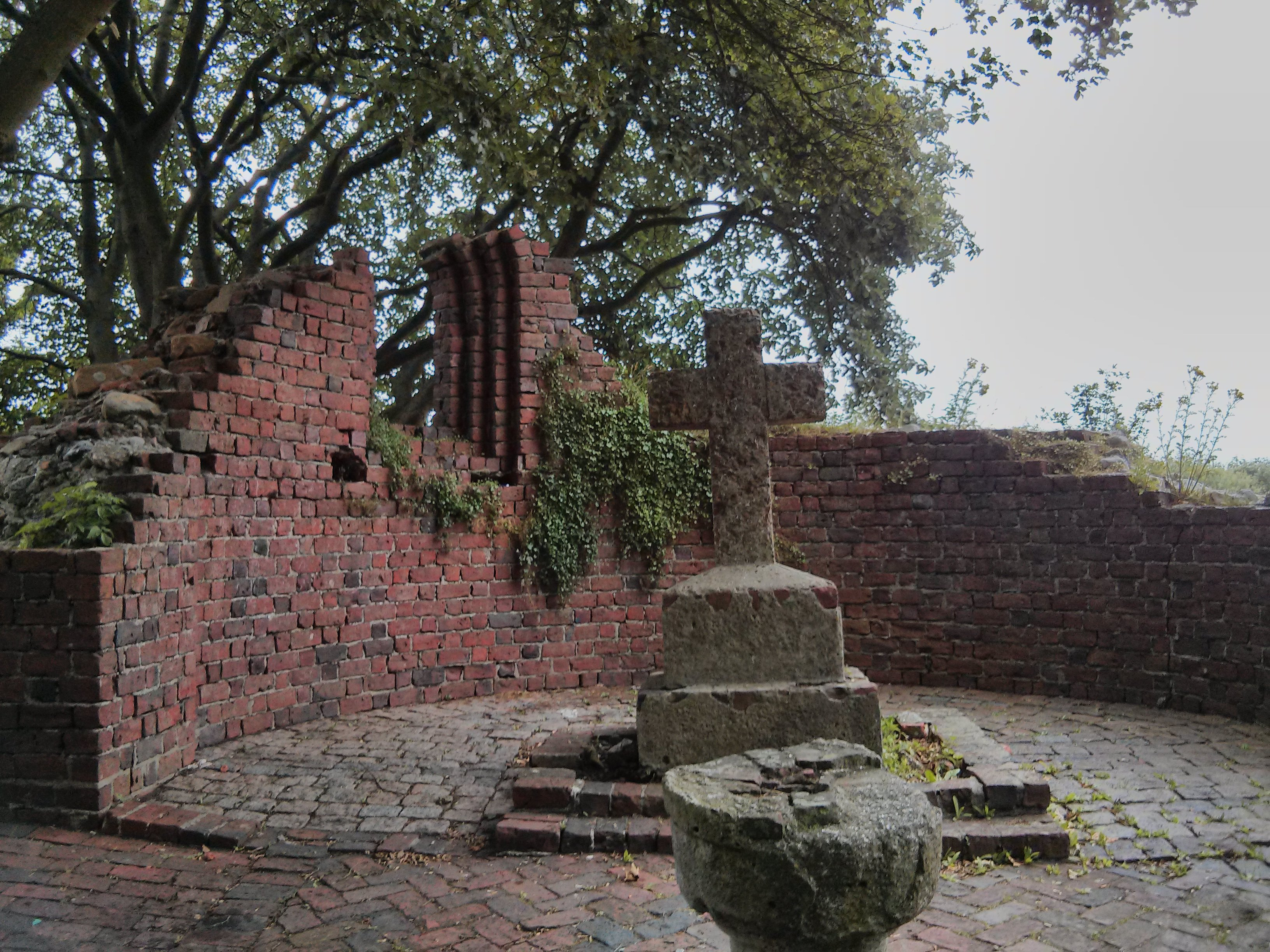
Denkmal „Banter Ruine“ in Wilhelmshaven

Die Antoniflut, auch als Eisflut bekannt, war eine schwere Sturmflut, die am 16. Januar 1511 die Küste von Ostfriesland und Oldenburg zerstörte und nach dem Antonitag (Antonius der Große) am 17. Januar benannt wurde. Die Flut war mit starkem Eisgang verbunden und fügte den Zerstörungen durch die Sturmfluten von 1509 und 1510 weitere hinzu. Die Flut und die mit ihr kommenden Eisschollen verursachten gewaltige Schäden an den Deichen, insbesondere in Rüstringen und Butjadingen.
„Da ist das Eiß in der Jahde und Weser mit einem großen und erschrecklichen Sturmwindt auffgedäwet, hat sich auch das Wasser dermassen ergossen, daß es über alle Teiche (Deiche) gangen, dadurch die Häuser mit dem Eise umbgeworffen, die Beester ersoffen, auch viel Leute im Butjadingerlande und Mohrime umbgekommen sein. Das Rustringerlandt hat es am allerschwersten getroffen, obdieweil diese nachfolgende Kirchen und Carspel (Kirchspiele) Overahme, Dowens, Bandt, Seedick, Bordum, Oldtbrügge und das Kloster Havermonnicken im Wasser untergangen sein.“
Da die Deiche an vielen Stellen nicht mehr repariert werden konnten, wurde es notwendig, mehrere Dörfer und Kirchspiele auszudeichen, d. h. aufzugeben. Am Jadebusen vor Sande z. B. betraf dies die Kirchspiele Oldebrügge, Bordum, Bant, Ahm, Ellens, Seediek sowie die Johanniterkomturei Havermonniken. Eine weitere Reihe von Kirchspielen war schon im 15. Jahrhundert aufgegeben worden.
Die Landverluste im Dollart, im Jadebusen und zwischen Jade und Weser waren erheblich. Arngast wurde zu einer Insel im Jadebusen. Der Dollart und der Jadebusen erreichten ihre größte Ausdehnung, und es entstand ein Durchbruch zwischen Jade und Weser.
An den Untergang des Dorfes „Bandt“ in der Antoniflut, heute ein Stadtteil („Bant“) von Wilhelmshaven, erinnert das 1889 errichtete Denkmal „Banter Ruine“ in Wilhelmshaven, das der Ruine der Banter Kirche nachempfunden ist.